# Rauraken
De Rauraken of Rauriken (Latijn: Rauraci of Raurici) waren een Keltisch volk dat oorspronkelijk in het Ruhrgebied of aan de bovenloop van de Donau leefde. 
In de 2e eeuw v.Chr. trokken de Rauraken naar het zuiden, naar de Sundgouw, het noordwesten van het huidige Zwitserland en de oostelijke Jura. Hun voornaamste nederzettingen daar waren Augusta Raurica (Augst), Basilia (Bazel), Argenluaria (Artzenheim) en de hoofdstad Argentovaria (Horbourg-Wihr).
In 1792 stichtten Franse revolutionairen er kortstondig de Rauraakse Republiek.